# Zeta Aquarii
 (décembre 2022).
Motif : Les informations ne sont pas classées, l'article à plutôt l'air "brouillon".
 (mai 2021).
Si vous disposez d'ouvrages ou d'articles de référence ou si vous connaissez des sites web de qualité traitant du thème abordé ici, merci de compléter l'article en donnant les références utiles à sa vérifiabilité et en les liant à la section « Notes et références ».
Désignations
ζ Aqr A : ζ2 Aqr, HR 8559, HD 213052, SAO 146108, GC 31399

Zeta Aquarii (ζ Aqr, ζ Aquarii) dans la Désignation de Bayer est une étoile binaire de la constellation du Verseau. 

## Nomenclature
Sadaltager est un nom récent pour Zeta Aquarii / ζ Aqr. C’est l’arabe صعد التاجر Saᶜd al-Tāğir, « la Propice du Marchand », d’origine parfaitement inconnue. Il est donc impossible de savoir s’il s’agit de la corruption d'un nom existant ou d’un nom formé hors des grands catalogues connus. Il est attesté chez Mustafa Pultar (2020) avec la variante Altajer, et circule désormais dans  les catalogues en ligne. 
Achr al Achbiya est second attribué à Zeta Aquarii / ζ Aqr à partir l’Égyptien Muḥammad al-Aḫsāsī al-Muwaqqit qui individualise 3 des 4 étoiles du γζηπ Aqr, lequel constitue la XXVe des manāzil al-qamar ou « stations lunaires ». ζ Aqrest ainsi chez lui آخر ألأخبية Āḫir al-Aḫbiyya, « la Dernière [de la Propice] des Caches », qu’Edward Ball Knobel transcrit Achr al Achbiya. C’est cette transcription qui est passée comme nom sur les catalogues de la toile pour ζ1 Aqr.

## Propriétés
Zeta Aquarii / ζ Aqr est à environ 103 années-lumière de la Terre. 
Elle forme l'étoile centrale de l'astérisme « jarre à eau »
La composante la plus brillante, désignée ζ2 Aquarii, ou ζ Aquarii A, est une naine jaune-blanche de type F avec une magnitude apparente de +4,42. Sa compagne, désignée ζ1 Aquarii ou ζ Aquarii B, est une sous-géante jaune-blanche de type F avec une magnitude apparente de +4,59. Le fait que leur luminosité soit très proche rend la paire facile à mesurer et à résoudre. Le système binaire possède une luminosité combinée de +3,65 magnitudes. Les deux étoiles sont séparées de 1,67 seconde d'arc et ont une période orbitale de 760 ans.
Christian Mayer, directeur de l'observatoire de Mannheim, est considéré comme le premier à avoir observé que Zeta Aquarii était double, en 1777. Deux ans plus tard, William Herschel découvrit également son caractère double.
Zeta Aquarii a été observée seulement sur une moitié de son orbite ; par conséquent, la taille et la forme de l'orbite, et donc la période orbitale, sont indéterminées. Selon Martin Gaskell, le dernier calcul d'orbite a été fait en 1968 et a donné une période de 856 ans (cette information est cataloguée dans Norton, 2000).
La plus grande distance dans l'orbite elliptique des deux composantes, qui est décrite dans le sens des aiguilles d'une montre, est environ quatre fois plus grande que la plus proche distance, ce qui est approximativement la distance entre notre Soleil et Pluton.
Les étoiles ont actuellement une distance angulaire d'environ 2,5". Il est calculé qu'à la fin du vingt-troisième siècle, elles seront séparées d'environ 6,4". Le changement annuel est cependant très faible.
Les deux composantes, nommées simplement étoile A et étoile B, ont respectivement une masse de 1,1 masse solaire et de 0,9 masse solaire. En dépit de leur masse similaire, elles sont environ sept fois plus lumineuses que notre Soleil, ce qui signifie qu'elles sont plus évoluées. L'analyse spectroscopique les classe toutes deux comme sous-géantes. Ceci conforte l'hypothèse que l'hydrogène dans leurs cœurs est épuisé et qu'elles sont en train de devenir des géantes rouges.
Il a été proposé qu'une troisième composante serait en orbite autour de l'étoile B avec une période de 25,5 ans ; mais il est possible qu'il s'agisse simplement d'une sur-interprétation de résidus, comme cela a été le cas avec d'autres troisièmes composantes supposées de systèmes binaires. De telles tertiaires ont une luminosité trop faible pour être vues directement. La tertiaire supposée dans le système Zeta Aquarii aurait une masse de 0,28 masses solaires et serait probablement une naine rouge ou une naine blanche. Elle serait située à 9 unités astronomiques de l'étoile B, la même distance que celle de Saturne au Soleil.
Zeta Aquarii est actuellement un objet de l'hémisphère nord. En 2004, elle était exactement sur l'équateur céleste, et auparavant elle était située au sud de celui-ci.